# چرپانوو (باشقیرستان)
چرپانوو (انگلیسی: Cherepanovo, Republic of Bashkortostan) یک شهرک در شهرستان سالاواتسکی استان باشقیرستان کشور روسیه است.